# Frigiditet
Frigiditet er lav seksuel trang og interesse, som viser sig ved manglende evne til at indlede og svare på en partners seksuelle aktivitet. Frigiditet kan være en primær tilstand (hvor personen aldrig har følt seksuel trang eller interesse) eller sekundær tilstand (hvor personen tidligere havde en seksuel trang, men har mistet interessen).
| Sex | Spire Denne artikel om sex eller sexologi er en spire som bør udbygges. Du er velkommen til at hjælpe Wikipedia ved at udvide den. |